# Purpurkron-Schmuckkolibri
Der Purpurkron-Schmuckkolibri (Heliothryx barroti) ist eine Vogelart aus der Familie der Kolibris (Trochilidae). Die Art hat ein großes Verbreitungsgebiet, das sich von Mexiko bis Ecuador erstreckt. Der Bestand wird von der IUCN als „nicht gefährdet“ (least concern) eingeschätzt.

## Merkmale

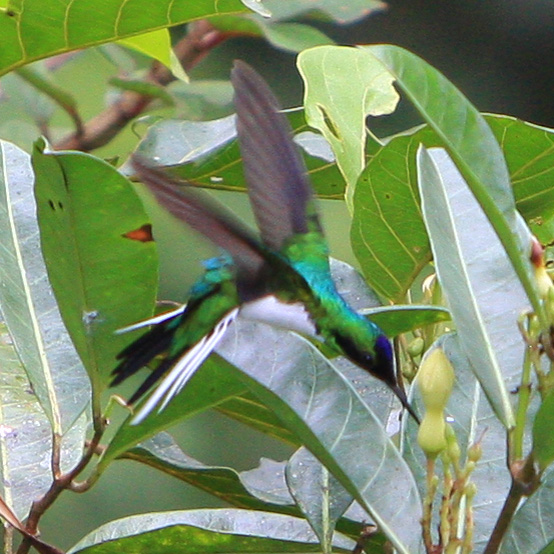
Purpurkron-Schmuckkolibris ♂

Der Purpurkron-Schmuckkolibri erreicht eine Körperlänge von etwa 11,5 bis 13 Zentimetern, wobei der kurze gerade Schnabel ca. 1,5 Zentimeter ausmacht. Der vordere Oberkopf des Männchens glitzert violett purpurn. Die schwarze Augenmaske endet in einem dünnen violetten Ohrbüschel und wird unterhalb von einem dünnen, glitzernden grünen Streifen quer über die Wangen begrenzt. Der Rest der Oberseite schimmert hell grün, während die gesamte Unterseite weiß ist. Beim langen abgestuften Schwanz sind die zentralen Steuerfedern schwärzlich, während der Rest weiß gefärbt ist. Das Weibchen ist sehr ähnlich, hat aber einen grünen Oberkopf und keine grüne Färbung an den Wangen. Die zentralen Steuerfedern sind etwas kürzer als beim Männchen. Bei Jungvögeln sind der Oberkopf, Nacken und Teile der Unterseite weitestgehend von zimtfarbenen Flecken durchzogen. Die Kehle und die Brust weisen nur spärliche dunkle Flecken auf.

## Verhalten
Der Purpurkron-Schmuckkolibri gilt als äußerst aktiv und gewitzt. Dabei flitzt er sehr schnell von Blüte zu Blüte. Er öffnet und schließt im Flug wiederholt seine Schwanzfedern. Gelegentlich fliegt er hoch, um provozierend vor einem Beobachter zu schwirren, um dann schnell wieder zu verschwinden. Oft ist er alleine unterwegs und sucht sein Futter vom Boden bis in die Baumwipfel, doch meist in den mittleren und etwas höheren Straten im Wald bzw. an den Waldrändern. Charakteristisch ist  der schräg gestellte Schwanz, während er im Schwirrflug ist, und er klammert sich nie an Blüten. Wie Arten der Gattung Anthracothorax fliegt er relativ hoch, um Insekten zu jagen. Man sieht ihn nie Nektar an blühenden Bäumen sammeln. Gelegentlich bohrt er sich in den Blütenboden, um Nektar zu sammeln.

## Fortpflanzung
Die Brutzeit des Purpurkron-Schmuckkolibris ist in Mexiko im März. Melbourne Armstrong Carriker beobachtete von April bis Mai im Departamento de Córdoba und im Norden des Departamento de Antioquia drei Weibchen in Brutstimmung. Im Tal des Anchicayá-Flusses wurde im Juni ein Nest in 550 Metern Höhenlage entdeckt. Das Nest ist ein flauschiger Kelch ohne Flechten und Moos. Es wird in unterschiedlichen Höhen in der Nähe von Waldbächen oder an Waldrändern gebaut.

## Lautäußerungen
Meist sind Purpurkron-Schmuckkolibris leise. Von Zeit zu Zeit geben sie ein hohes, dünnes, leicht metallisches sssit von sich, welches dann gelegentlich auch in längerer schneller Reihenfolge wiederholt wird.

## Lebensraum

Verbreitungsgebiet (grün) des Purpurkron-Schmuckkolibris

Der Lebensraum der Purpurkron-Schmuckkolibris sind feuchte bis nasse Wälder, Waldränder und feuchte Sekundärvegetation. In Kolumbien werden sie im Osten der Anden vom Grünstirn-Schmuckkolibri (Heliothryx auritus) abgelöst. Hier bewegen sie sich in Höhenlagen zwischen Meeresspiegel und 1000 Metern. Meist sind sie aber unter 500 Metern zu finden.

## Etymologie und Forschungsgeschichte
Jules Bourcier beschrieb den Purpurkron-Schmuckkolibri unter dem Namen Trochilus Barroti. Das Typusexemplar stammte aus Cartagena in Kolumbien. Erst 1831 führte Friedrich Boie die Gattung Heliothryx für mehrere Kolibriarten wie den Grünstirn-Schmuckkolibri (Heliothryx aurita) (Gmelin,JF, 1788), Amethystohrkolibri (Colibri serrirostris) (Vieillot, 1816) (Syn: Trochilus petasophorus (Wied-Neuwied, 1832)) und den Grünmaskenkolibri (Augastes scutatus) (Temminck, 1824) ein. Erst später wurde auch der Purpurkron-Schmuckkolibri dieser Gattung zugeordnet. Der Name Heliothryx leitet sich von den griechischen Wörtern ἥλιος hēlios für „Sonne“ und θρίξ, τρῐχός thríx, trichós für „Haar“ ab. Das Artepitheton ist dem französischen Diplomaten Théodore Adolphe Barrot (1801–1870), der damals in Cartagena lebte, gewidmet. Dieser hatte den Balg dem Muséum national d’histoire naturelle zukommen lassen.